# Hallandsposten
Hallandsposten är Hallands största och äldsta tidning. Den började ges ut den 30 juli 1850. Tidningen är baserad i Halmstad och har sexdagarsutgivning. På ledarplats är tidningen oberoende liberal. Hallandsposten finns som papperstidning, e-tidning, på webben och i mobilen. Tidningens primära bevakningsområde är Halmstads, Laholm och Hylte kommuner. TS-upplagan 2021 var 24 500 exemplar/dag.
Hallandsposten ingår i mediekoncernen Stampen AB som är en av Sveriges största ägare av dagstidningar med Göteborgs-Posten, Bohusläningen, Strömstads Tidning, TTELA, Hallands Nyheter och Hallandsposten, samt flera gratistidningar. Stampen AB når läsare från Hallandsåsen i söder till Strömstad i norr.

## Historik
Tidningen grundades 1850 av Peter Jeansson, som kommit till Halmstad från Jönköping, och första numret utkom samma år 30 juli. Den hade då en utgivningstakt av två nummer i veckan. Tidningen var då en radikal liberal tidning. Jeansson var bland annat inblandad i det så kallade potatisupploppet 1855. Det rådde dyrtid för spannmål och brist på potatis. När därför en skuta med potatis lastades i Halmstads hamn för export till Skåne sattes missnöjet i jäsning. Bärarlaget satte sig för att välta böndernas kärror i hamnen, samtidigt som man samlade ihop missnöjda arbetare i staden som plundrade potatisen för eget bruk. Jeansson hade uppviglat bärarna till aktionen. Det kom till rättegång, och även om Jeansson blev frikänd, drabbade händelserna tidningen ekonomiskt och i början av 1856 gick den omkull.
Den konservativa Halmstads-Bladet, som 1853 börjat utkomma som en fortsättning på Hallands Läns Tidning tog i stället över marknaden. Då tryckeriet försåldes på auktion 1857 köptes det av Christian Gernandt, som 23 november 1857 återupplivade tidningen, fortfarande i liberal anda. Han lyckades få stor framgång med sitt tryckeri, kanske inte främst med Hallandsposten utan med Svenska Familj-Journalen. Då han 1871 flyttade från Halmstad överlätt han utgivningsbeviset på Johan A. Svensson, en lantbrukarson från Stafsinge socken som på grund av dövhet tvingats avbryta sina akademiska studier och anställts vid Familj-Journalen, varifrån han sedan övergått till Hallandspostens redaktion. 1872 köpte han tryckeriet som därvid ändrade namn till Joh. A. Svenssons boktryckeri. Redaktörskapet för Hallandsposten behöll han till 1883, då han anställde en huvudredaktör och övergick till att ägna sin till åt boktryckeriet. 
Den har haft sin nuvarande utgivningstakt sedan 1900. 
Efter Johan A. Svenssons död 1910 efterträddes han som huvudredaktör av sonen Ernst Svensson, som ändrade den politiska inriktningen till frisinnad.
Hallandsposten var ett familjeföretag till 1982, då tidningen köptes av bolaget Liberal Press, som till en början bestod av 13 olika tidningsföretag. De nya ägarna valde att dra ner på Hallandspostens ambitioner som länstidning för att istället fokusera på Halmstad och södra Halland som var tidningens främsta marknad. Som en första del i detta sparprogram lade man ner redaktionerna i Getinge och Varberg. Under de följande åren lämnade man även Båstad, Oskarström och Falkenberg varefter tidningen hade lokalredaktioner i Laholm och Hyltebruk. Undertiteln "Länstidningen" försvann från sidhuvudet den 1 december 1983.
Tidningen ägdes av LDPI Förvaltnings AB när den övertogs av mediekoncernen Stampen våren 2007, vars flaggskepp är Göteborgs-Posten. Sedan övertagandet har Hallandsposten ingått i flera olika företagskonstellationer, tillsammans med den tidigare konkurrenten Hallands Nyheter, i dag med utgivning i norra Halland, blev tidningarna systertidningar med en del länsgemensamt material i Mediebolaget Västkusten AB som ägs av Stampen. Omorganiseringar av företaget har skett och sedan 2013 ingår Hallandsposten med flera andra Stampenägda tidningar på Västkusten i företaget Stampen Lokala Medier AB (SLM). 

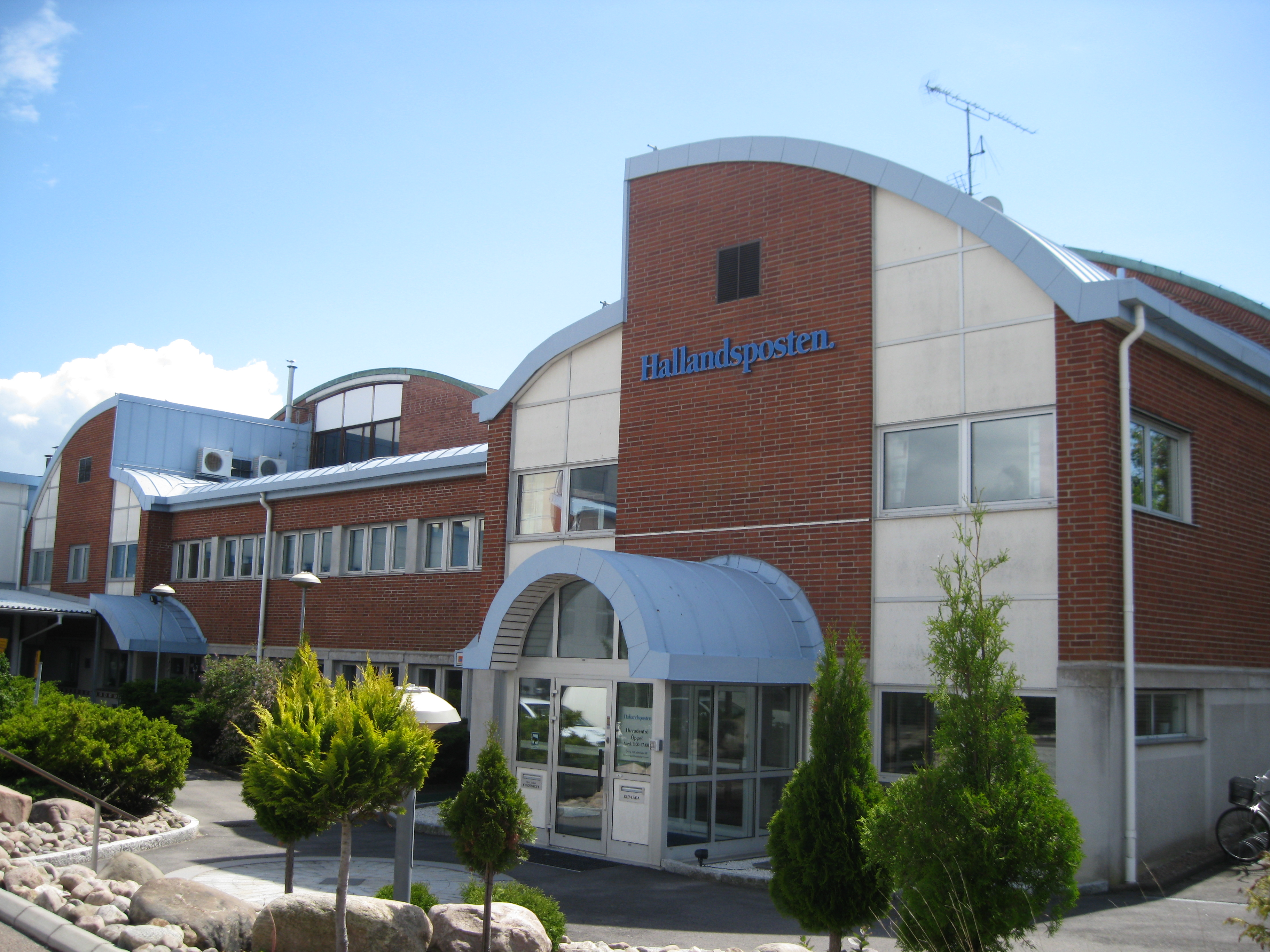
Hallandspostens officin 1974-2014 vid Fiskaregatan på Söder, senare Kulturhuset Najaden

Hallandsposten har fått känna på stålbadet inom tidningsbranschen då det under ett par år under 2010-talet varit vikande annonsintäkter och antalet anställda har minskat i frivilliga avgångar med avgångsvederlag. För Hallandspostens ägare Stampen har ekonomin svajat sedan koncernen förvärvat flera titlar och haft stora lån hos bankerna, ett arbete för att betala av lånen i snabbare takt och skriva ner företagens goodwill pågick 2013-2016 men den 23 maj 2016 blev ekonomin för svår att reda ut och flertalet bolag inom koncernen fick ansöka om företagsrekonstruktion, ett beslut som då berörde 3 000 anställda och bland annat Hallandsposten. Företagsrekonstruktionen är ett sätt för att bolagen ska undvika konkurs då bedömare anser att det går att få lönsamhet och få tidningarna på fötter igen. 
Formatet är sedan den 13 februari 2007 tabloidformat, som numera är branschstandard. Tidigare var den tryckt i broadsheet

## Officiner[12]

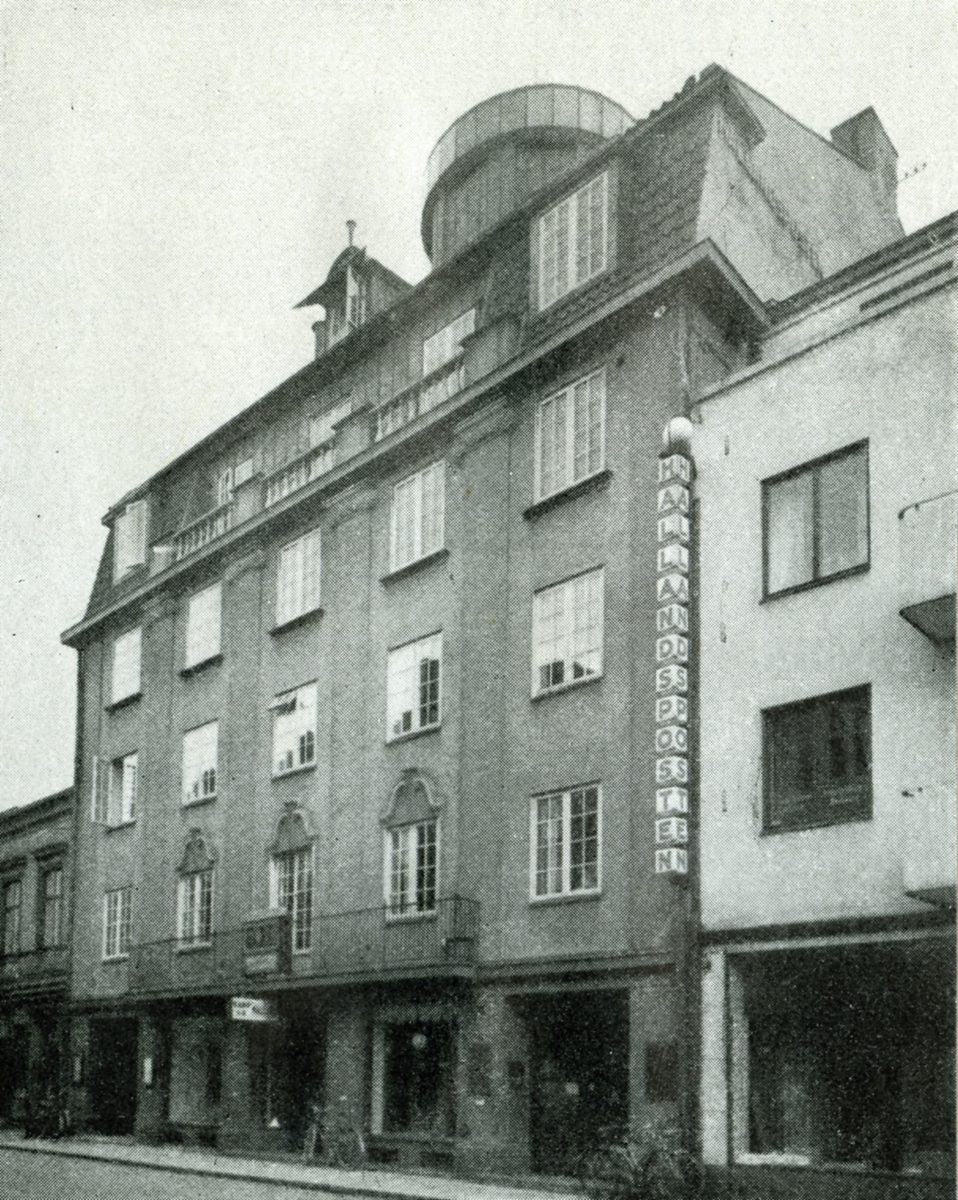
Hallandspostens hus 1929-1974 på Klammerdammsgatan 6, byggt 1929

Hallandsposten redigerades först, åren 1850-1867, i en lokal på Brogatan 22. Därefter låg officinen 1867-1885 på 
Vesterlånggatan 45 (numera Köpmansgatan 21).
Mellan 1895 och 1974 var Hallandsposten lokaliserad till Klammerdammsgatan, först till 1929 på Klammerdammsgatan 5 och mellan 1929 och 1974 i ett nybyggt tidningshus tvärs över gatan i Klammerdammsgatan 6. År 1974 flyttade officinen till samma byggnad som Hallandspostens civiltryckeri på Fiskaregatan 21 på Söder, Halmstad. Denna byggnad blev från 2018 lokal för Halmstads kulturskola, en vårdcentral samt Kulturhuset Najaden.
Hallandspostens redaktion och administration flyttade därefter 2014 till bottenvåningen i Tullhuset vid kajen på östra sidan av Nissan i Östra förstaden.

## Chefredaktörer och ansvariga utgivare
- Johan A. Svensson, redaktör 1871–1883, ansvarig utgivare 1873–1902 och 1908–1909[13]
- Viktor Larsson, redaktör från 1898[14], ansvarig utgivare 1902–1908
- Ernst Svensson, redaktör 1908–1936
- Henrik F. Svensson, ansvarig utgivare 1909[15]–1965
- Johan Svipdag, redaktör 1936[16]–1965
- Tore Svensson, 1965[17]–1982
- Sven-Olof Carlson, 1982–1992
- Sverker Emanuelsson, 1992–2008[18]
- Marianne Holm, tillförordnad 2008–2009
- Viveka Hedbjörk, 2009–2022
- Herman Nikolic, 2022–2024
- Michael Ahlberg, 2024–